# Allium nanodes
Allium nanodes är en amaryllisväxtart som beskrevs av Airy Shaw. Allium nanodes ingår i släktet lökar, och familjen amaryllisväxter. Inga underarter finns listade i Catalogue of Life.